# Microschemobrycon
Microschemobrycon is een geslacht van straalvinnige vissen uit de familie van de karperzalmen (Characidae).

## Soorten
- Microschemobrycon callops Böhlke, 1953
- Microschemobrycon casiquiare Böhlke, 1953
- Microschemobrycon elongatus Géry, 1973
- Microschemobrycon geisleri Géry, 1973
- Microschemobrycon guaporensis Eigenmann, 1915
- Microschemobrycon melanotus (Eigenmann, 1912)
- Microschemobrycon meyburgi Meinken, 1975